# Stráž (Šumava)
Stráž (německy Postberg) je 1308 m vysoká hora na Kvildských pláních v pohoří Šumava. Nachází se v katastrálním území Bučina u Kvildy zhruba 4,5 km jižně od obce Kvilda a 0,6 km od státní hranice s Německem.

## Geomorfologie
Stráž je výrazný suk na hlavním šumavském hřebeni, po němž vede evropské rozvodí mezi Severním a Černým mořem. Vrcholová část je kupovitá. K severu a jihu ze Stráže vybíhá hřbet na němž vystupují vrcholy Holý vrch a Siebensteinkopf.

## Přístup
Na vrchol Stráže nevedou turistické stezky, pouze jižním svahem prochází červená turistická trasa č. 0148 mezi Bučinou a Pramenem Vltavy, která je součástí Šumavské pěší magistrály. Z turistického rozcestníku Pod Stráží (1260 m) je geodetický bod na vrcholu 300 m severovýchodně. Stráž leží na území NP Šumava, na jejím západním svahu je I. zóna NP Pramen Vltavy. Smrčiny v okolí vrcholu a na svazích jsou značně poškozeny kůrovcovou kalamitou a orkánem Kyrill a z mýtin se otevírají výhledy.

## Vedlejší vrchol
Asi 670 m jihozápadně od vrcholu, nedaleko hranice s Německem, se nachází vedlejší vrchol Stráž – JZ vrchol, vysoký 1261 m.